# رونو زو (سيارة)
رينو كويد (بالفرنسية: Renault Zoe)‏ هي سيارة كهربائية صغيرة تنتجها رينو. عرضت أول مرة في معرض جنيف الدولي للسيارات سنة 2012 وبيع منها أكثر من 39 ألف سيارة بين سنوات 2012 و 2015 ما اعتبر نجاخا لشركة رينو وللسيارات الكهربائية بصفة عامة.